# Cher (album, 1987)
Cher je osmnácté studiové album zpěvačky a herečky Cher, vydané v listopadu roku 1987 u Geffen Records. Pro Cher to byl návrat po pěti letech – po svém posledním albu I Paralyze se totiž soustředila na filmovou kariéru.
Album produkovali Michael Bolton, Jon Bon Jovi, Richie Sambora a Desmond Child. Na albu se podílela dlouhá řada hostů.

## Seznam skladeb
| Pořadí | Název                           | Autor                                        | Délka |
| ------ | ------------------------------- | -------------------------------------------- | ----- |
| 1.     | I Found Someone                 | Michael Bolton, Mark Mangold                 | 3:42  |
| 2.     | We All Sleep Alone              | Jon Bon Jovi, Richie Sambora, Desmond Child  | 3:53  |
| 3.     | Bang-Bang                       | Sonny Bono                                   | 3:51  |
| 4.     | Main Man                        | Desmond Child                                | 3:48  |
| 5.     | Give Our Love A Fightin' Chance | Desmond Child, Diane Warren                  | 4:06  |
| 6.     | Perfection                      | Desmond Child, Diane Warren                  | 4:28  |
| 7.     | Dangerous Times                 | Roger Bruno, Susan Pomerantz, Ellen Schwartz | 3:21  |
| 8.     | Skin Deep                       | Jon Lind, Mark Goldenberg                    | 4:16  |
| 9.     | Working Girl                    | Desmond Child, Michael Bolton                | 3:57  |
| 10.    | Hard Enough Getting Over You    | Michael Bolton, Doug James                   | 3:48  |

## Umístění
| Umístění (1987) | Pozice |
| --------------- | ------ |
| Austrálie       | 26     |
| UK              | 26     |
| USA             | 32     |
| Kanada          | 39     |
| Švédsko         | 44     |